# Normanton on Trent
Normanton on Trent är en ort och civil parish i Storbritannien.   Den ligger i grevskapet Nottinghamshire och riksdelen England, i den sydöstra delen av landet, 190 km norr om huvudstaden London. Normanton on Trent ligger 17 meter över havet och antalet invånare är 299.
Terrängen runt Normanton on Trent är platt, och sluttar österut. Runt Normanton on Trent är det ganska tätbefolkat, med 149 invånare per kvadratkilometer. Närmaste större samhälle är Lincoln, 18,6 km öster om Normanton on Trent. Trakten runt Normanton on Trent består till största delen av jordbruksmark.